# Guglielmo Fornagiari
Guglielmo Fornagiari (Lizzano in Belvedere, 1892 – Bologna, 1956. február 3.) egy olasz származású ászpilóta volt, aki az első világháború során 6 igazolt és 3 igazolatlan légi győzelmet szerzett. Légi győzelmeit Vitézségi Éremmel jutalmazták (1 arany fokozat, 2 ezüst fokozat), illetve főtörzsőrmesterré léptették elő.

## Élete

### Katonai szolgálata
Olaszország 1915-ös hadba lépését követően számos olasz férfinak kellett bevonulnia. Az ilyenek közé tartozott Fornagiari is, aki 1916 vége–1917 eleje között került a légierőhöz. Az alapkiképzés elvégzése után megkezdődött katonai karrierje. A Squadriglia 78 (78. repülő osztag) pilótája volt, s ennél a repülőszázadnál aratta minden győzelmét. Az elsőt 1917. június 19-én szerezte meg egy ismeretlen típusú repülőgép ellen, Levico légterében. Ezt a győzelmét azonban nem tudta igazolni. Első igazolt légi győzelmének megszerzéséhez augusztus 22-ig kellett várnia. A következőt október 2-án szerezte meg, egy Two-Seater ellenében. Október 8-án újra győzött, de nem tudta igazolni, így csupán 2 igazolt és ugyanannyi igazolatlan légi győzelmet halmozott fel. December 26-án azonban két repülőgépet is lelőtt (Guido Masiero segítségével) Falzé és Cismon légterében. További 2 igazolt győzelmet aratott, január 27-én és február 21-én. Utolsó, egyben igazolatlan győzelmét 1918. június 15-én szerezte meg, így a háborút 6 igazolt és 3 igazolatlan légi győzelemmel fejezte be.

### Légi győzelmei
| Sorszám     | Dátum               | Egység | Ellenfél   | Megjegyzés                  |
| ----------- | ------------------- | ------ | ---------- | --------------------------- |
| Igazolatlan | 1917. június 19.    | 78ª    | Ismeretlen | -                           |
| 1           | 1917. augusztus 22. | 78ª    | Ismeretlen | -                           |
| 2           | 1917. október 2.    | 78ª    | Two-Seater | -                           |
| Igazolatlan | 1917. október 8.    | 78ª    | Ismeretlen | -                           |
| 3           | 1917. december 26.  | 78ª    | Ismeretlen | Guido Masieróval megosztva. |
| 4           | 1917. december 26.  | 78ª    | Ismeretlen | -                           |
| 5           | 1918. január 27.    | 78ª    | Felderítő  | -                           |
| 6           | 1918. február 21.   | 78ª    | Felderítő  | -                           |
| Igazolatlan | 1918. június 15.    | 78ª    | Two-Seater | -                           |

### További élete
További sorsa nem ismert, csupán annyit tudni, hogy 1956-ban hunyt el, 64 éves korában.